# 쇼트 프로그램
쇼트 프로그램(영어: short program)은 피겨 스케이팅에서 남자 싱글, 여자 싱글, 페어에서 열리는 종목 중 하나이다. 1989년부터 1992년까지는 시즌은 오리지널 프로그램(영어: original program), 1993년부터 1994년까지는 테크니컬 프로그램(영어: technical program)이라고 불리었다.
피겨 스케이팅에서 쇼트 프로그램과 프리 프로그램의 점수를 합산하여 순위를 매긴다. 쇼트 프로그램은 2분 50초 내외로 구성해야 한다. 프리 프로그램에 비해 시간이 짧기 때문에 주로 기술적인 부분에 집중하여 프로그램이 구성된다. 

## 세계신기록
현재 남자 싱글 쇼트 프로그램의 세계신기록 보유자는 일본의 하뉴 유즈루이다. 2020년 ISU 4대륙 피겨선수권대회 쇼트 프로그램에서 111.82점을 획득하였다. 

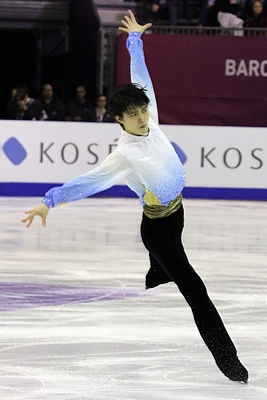
2015 그랑프리 파이널 하뉴 유즈루

여자 싱글 쇼트 프로그램의 세계신기록 보유자는 러시아의 알레나 코스토르나야이다. 2019년 그랑프리 파이널 쇼트 프로그램에서 85.45점을 획득하였다.

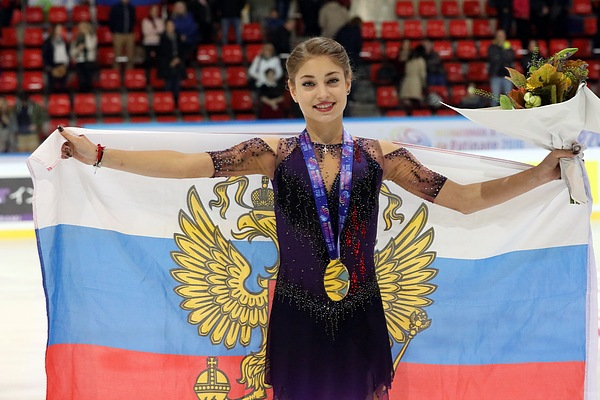
2019 ISU 인터내셔널 드 프랑스 알레나 코스토르나야

## 역사
쇼트 프로그램은 1964년에 페어 스케이팅 대회에서 처음 도입되었는데, 원래는 프리 스케이팅으로만 구성되었다. 페어를 위한 쇼트 프로그램은 원래 "연결된 프로그램"이라고 불렀으며 리프트, 솔로 점프, 페어 스핀, 솔로 스핀, "스파이럴 스핀" (죽음의 나선) 및 스텝 시퀀스에서 지정된 그룹에서 가져온 6개의 필수 요소만 있었다. 최대 허용 시간은 2분 30초였다.
싱글 스케이팅의 경우, 피겨 스케이팅 대회는 컴펄서리 피겨와 프리 스케이팅으로만 구성되었다. 쇼트 프로그램은 1972-73 시즌에 컴펄서리 피겨의 비중을 줄이고 스케이트 경기의 텔레비전 보도에 적합한 추가 이벤트를 제공하기 위한 개혁의 일환으로 도입되었다. 원래, 쇼트 프로그램은 단 6개의 필수 요소 (점프 3개, 스핀 2개, 스텝 시퀀스 1개)만 있었다. 그것은 1972년 여름 후반에 네벨호른 트로피 대회에서 처음으로 실시되었다. 7번째 요소인 스핀 조합은 다음 시즌에 쇼트 프로그램에 추가되었다.

## 필수 구성요소

### 남자 싱글
- 더블 혹은 트리플 악셀
- 트리플 혹은 쿼드러플 점프
- 점프 컴비네이션(트리플+더블 혹은 트리플+트리플 혹은 쿼드+트리플 혹은 쿼드+더블)
- 플라잉 스핀
- 카멜 스핀 혹은 싯스핀
- 스핀 컴비네이션
- 스텝 시퀀스

### 여자 싱글[4]
- 더블 혹은 트리플 악셀
- 트리플 점프
- 점프 컴비네이션(트리플+더블 혹은 트리플+트리플)
- 플라잉 스핀
- 단독 스핀
- 스핀 컴비네이션
- 스텝 시퀀스

## 참고 문헌
- 대한빙상경기연맹 2021/22피겨스케이팅 Handbook
- 대한빙상경기연맹 ISU 규정 피겨스케이팅

## 같이 보기
- 피겨 스케이팅
- 피겨 스케이팅 선수
- 피겨스케이팅 점프
- 피겨스케이팅 스핀
- 피겨스케이팅 스파이럴
- 프리 스케이팅
- 싱글 스케이팅